# 潘谷西
潘谷西（1928年—），中国古建筑学家，东南大学建筑学院教授，江苏南汇县（今上海市南汇区）人。
1947年至1951年就读于国立中央大学及国立南京大学的建筑系。1954年加入中国共产党。历任南京工学院（今东南大学）助教、讲师、副教授、教授。1987年评为博士生导师，从事中国建筑史与古典园林的教学与研究，开设建筑设计、中国园林史、中国建筑史、宋营造法式等多门课程。主编《中国建筑史》、《曲阜孔庙建筑》、《中国美术全集·园林建筑》。先后主持、参与完成的古建筑、古典园林与风景区规划设计共40余项，包括明孝陵修复设计、南京夫子庙、南京朝天宫、静海寺、合肥包公墓、连云港云台山风景区规划、花果山古建筑群设计等。